# لعبة لوحية
لعبة لوحية أو لعبة طاولة (بالإنجليزية: Board game)‏ هي أي لعبة تتكون من قطع توضع، تزال أو تحرك على لوح خاص بها، ولكل لعبة قواعدها الخاصة بها. وقد تكون هذه الألعاب ذهنية أو تعتمد على الحظ، أو الاثنين معاً.

## أقدم ألعاب اللوح
- غو - لعبة قديمة بدأت في الصين.

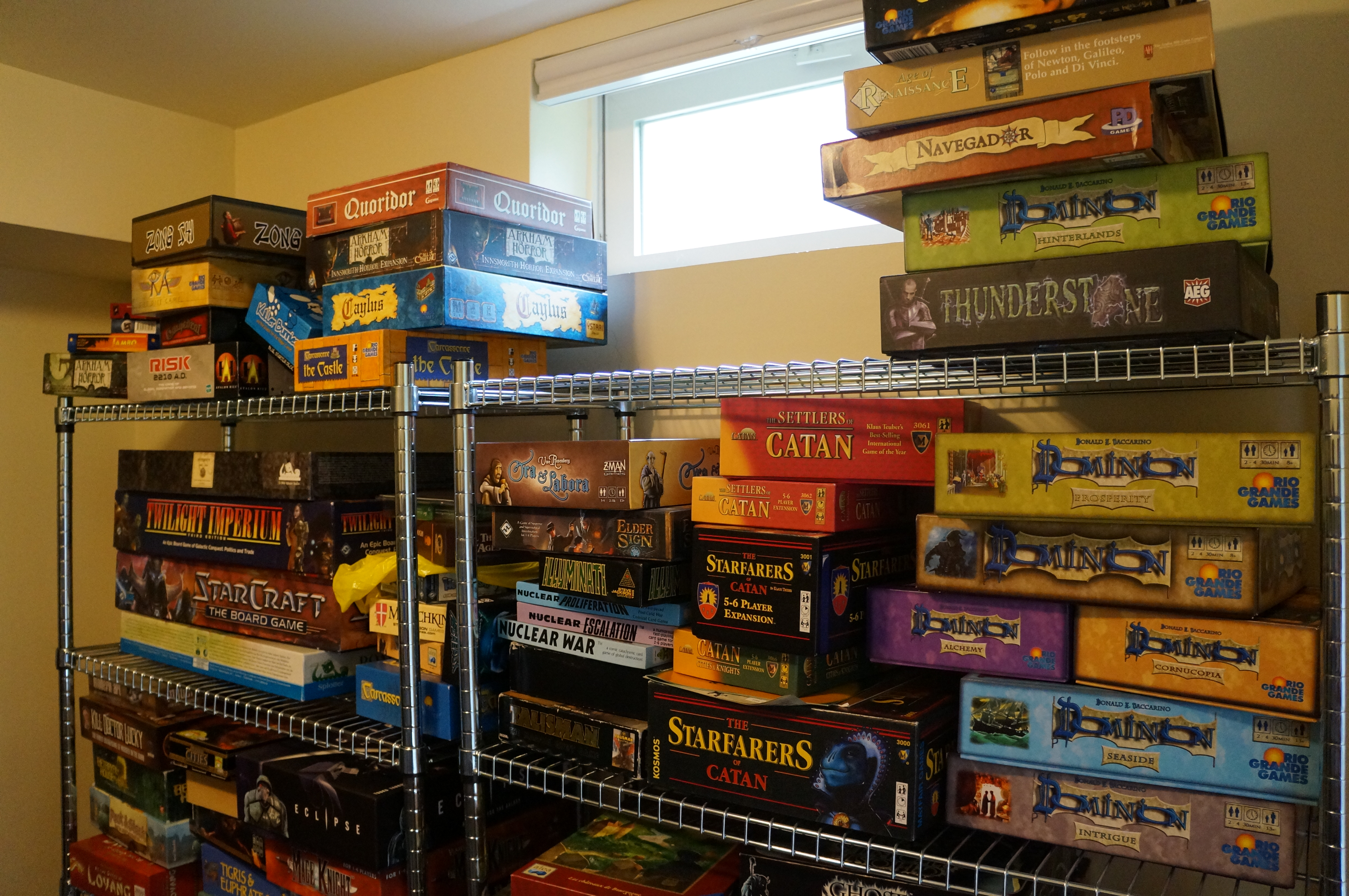
North American (United States of America)(USA) board games (in USA)(American English)

- لعبتا سينيت وميحين وهما لعبتان قديمتان من مصر قبل عهد الأسر
- لعبة أور الملكية

## عبارات متكررة بكثرة في ألعاب الألواح
- الرقعة أو اللوح (أو اللوحة): المساحة المرسومة التي يُلعب عليها
- مربع (أو مسافة وأحياناً نقطة): المساحة أو الذي التي يمكن وضع القطع عليه
- الحجر (أو القطعة): القطعة التي على اللوح، وتتبع غالباً للاعب معين
- القفز: تجاوز المرور على قطعة من قطع اللاعب الخصم

## ألعاب لوح معروفة
- الشطرنج: غير معروفة الأصل
- ضامة: والمعروفة أيضًا بِـ«تشيكرز» بالإنجليزية
- الطاولة: والمعروفة أيضًا بِـ«النرد» أو «شيش بيش»
- سفينة حربية: تعتمد على الحظ
- مونوبولي